# Flickan från fjällbyn
Flickan från fjällbyn är en svensk svartvit film från 1948 i regi av Anders Henrikson. I rollerna ses bland andra Bengt Blomgren, Eva Dahlbeck och Einar Hylander.

## Om filmen
Förlaga var romanen Undan frostpiskan av Bernhard Nordh, vilken omarbetades till filmmanus av Sven Gustafson, Bertil Malmberg och Torsten Lundqvist. Inspelningen ägde rum i Tänndalen i Härjedalen, Nordnorge och i Europafilms studio i Sundbyberg mellan den 22 juni och 3 oktober 1948. Fotograf var Bertil Palmgren, klippare Emil A. Lingheim och originalmusik komponerades av Sven Sköld. Filmen premiärvisades den 29 november 1948 på Ordenshuset i Funäsdalen och biografen Svea i Östersund.

## Rollista
- Bengt Blomgren – Erik, ung bonde
- Eva Dahlbeck – Isa, Eriks fästmö
- Einar Hylander – Manuel
- Carl Deurell – Gammel-Jerk, Eriks morbror
- Kerstin Holmberg – Anna, Eriks syster
- Kaj Nohrborg – Gustav, Eriks svåger
- Sif Ruud – Erika
- Else-Marie Brandt – Ellen
- Helga Brofeldt – Isas mormor
- Börje Blomberg – Johan, Erikas son
- Harry Philipson – Manfred
- Greta Berthels – Kari, hans hustru
- Albert Ståhl – Isas morfar
- Karin Britt-Marie Rohlander – Lill-Anna, Erikas dotter
- Jan-Åke Nilsson – Kristian, Erikas son
- Nils Thornström – Adolf
- Eva Lindeqvist – Greta
- Arne Lindblad – gubben som samtalar med Ellen
- Peggy Böckertz – flicka
- Jenny Jonasson – flicka

### Fotnoter
1. 1 2  ”Flickan från fjällbyn”. Svensk Filmdatabas. http://sfi.se/sv/svensk-filmdatabas/Item/?itemid=4247&type=MOVIE&iv=Basic&ref=/templates/SwedishFilmSearchResult.aspx?id%3d1225%26epslanguage%3dsv%26searchword%3dFlickan+fr%C3%A5n+fj%C3%A4llbyn%26type%3dMovieTitle%26match%3dBegin%26page%3d1%26prom%3dFalse. Läst 18 april 2013.